# Prosopocera viridifossulata
Prosopocera viridifossulata är en skalbaggsart som beskrevs av Stefan von Breuning 1965. Prosopocera viridifossulata ingår i släktet Prosopocera och familjen långhorningar. Inga underarter finns listade i Catalogue of Life.